# Scelolophia phorcaria
Scelolophia phorcaria là một loài bướm đêm trong họ Geometridae.